# ترجمة جوجل
ترجمة جوجل (بالإنجليزية: Google Translate) هي خدمة مقدمة من جوجل؛ لترجمة جزء من نصٍّ أو صفحة ويب إلى لغة أخرى، معَ وجود تحديد لعدد الفقرات أو عدد من المُصطلحات التقنيَّة المُترجمة. في بعض اللغات، يُسأل المستخدمون لإرفاق ترجمات بديلة، مثل ترجمات بديلة للمصطلحات التقنية؛ لكي يتم تضمينها في التحديثات المستقبليَّة لعملية الترجمة.
أطلقت جوجل الخدمة في أبريل 2006 كخدمة ترجمة آلية إحصائية، مستخدمة وثائق ونصوص الأمم المتحدة والبرلمان الأوروبي؛ لجمع البيانات اللغوية، وبدلًا من ترجمة اللغات مباشرة، تقوم بترجمة النص إلى اللغة الإنجليزيَّة، ثُمَّ إلى اللغة الهدف في مُعظم اللغات.
في نوفمبر 2016، أعلنت جوجل أن ترجمة جوجل ستتحول إلى نظام ترجمة آلي عصبي - جوجل للترجمة الآلية العصبية (GNMT) - والذّي يترجم جمل كاملة في وقتٍ واحد، بدلًا من كلمة كلمة،  وحاليًا يُستخدم النظام الجديد في جميع اللغات المدعومة في ترجمة جوجل.

## التاريخ
طورت جوجل خدمة ترجمة تكميلية في أبريل 2006،  لتترجم أشكال متعددة من النصوص والوسائط مثل الكلمات والعبارات وصفحات الويب، وكانت «ترجمة آلية إحصائية»،. وكانت من الضروري ترجمة النصوص إلى الإنجليزيَّة، ومن ثمَّ إلى اللغة المختارة، وكانت دقة الترجمة ضعيفة، ولم توظف جوجل في البداية خبراء لحل هذه القيود نظرًا لطبيعة اللغة المتطوّرة باستمرار.
في يناير 2010 قدمت جوجل تطبيق أندرويد وفي فبراير 2011 قدمت تطبيق لنظام آي أو إس للعمل كمترجم شخصي محمول. واعتبارًا من فبراير 2010 دُمِجت الترجمة في متصفحات مثل كروم وتمكّنت من نطق النص والتعرف تلقائيًا على الكلمات الموجُودة في الصورة وتحديد النص واللغات غير المألوفة.
في مايو 2014، أستحوذت جوجل على «وورد لنس» (بالإنجليزية: Word Lens)؛ لتحسين جودة الترجمة المرئية والصوتية. وهي خدمة قادرة على مسح نصَّ أو صورة وترجمتها على الفور، ويقوم النظام بتحديد اللغات الأجنبيَّة وترجمةٌ الكلام مباشرة.
في نوفمبر 2016 حولت جوجل طريقة الترجمة الخاصّة بها إلى نظام يسمى الترجمة الآلية العصبية،  الذي يستخدم تقنيات التعلم العميق لترجمة جمل كاملة في وقتٍ واحد، لتكون الترجمة أكثر دقة بين الإنجليزيَّة والفرنسيَّة والألمانية والإسبانيَّة والصينية.

## المهام
يُمكن لترجمة جوجل ترجمة أشكال متعددة من النصوص والوسائط، وتشمل النص والكلام، والنص داخل الصور الثابتة أو المتحركة.
تشمل وظائفها:
- ترجمة الكلمات المكتوبة: ترجمة النصوص المكتوبة إلى لغة محددة.[9]
- ترجمة الموقع الإلكتروني: ترجمة صفحة ويب كاملة إلى لغة محددة.[10]
- ترجمة المستندات: ترجمة مستند إلى لغة محددة.
- ترجمة الكلام: ترجمة الصوت مباشرةً إلى لغة مختارة.[11]
- ترجمة تطبيقات الجوال: في عام 2018 قدمت خدمة الترجمة من جوجل ميزتها الجديدة المسماة «انقر للترجمة» وَالتي جعلت الترجمة الفورية متاحة داخل أي تطبيق دون الخروج منه أو تبديله.[12]
- ترجمة الصور: تحديد النصوص داخل الصور وَتُرجمَ النص على الشاشة فورًا.[13]
- الترجمة المكتوبة بخط اليد: ترجمة النصوص المكتوبة بخط اليد على شاشة الهاتف أو المرسومة على لوحة مفاتيح افتراضية دون دعم لوحة المفاتيح.[14]

## المميزات
تنتج ترجمة جوجل ترجمة تقريبية للعديد من اللغات،  وقد ثبت أنَ «ترجمة جوجل» تبتكر ترجمات للكلمات التي لا يتعرف عليها. ويُمكنها التعرف تلقائيًا على لغة النصوص المدخلة، وفي واجهة الويب يُمكن للمستخدمين اقتراح ترجمات بديلة وتصحيح الأخطاء. ويُمكن للمستخدمين إدخال عنوان يو آر إل لترجمة جوجل لترجمة موقع الويب. ويُمكن للمستخدمين حفظ مقترحات الترجمة في «كتاب تفسير العبّارات الشائعة» لاستخدامها لاحقًا. وبِالنسبة لبعض اللغات يُمكن إدخال النص عبر لوحة المفاتيح أو من خِلال التعرف على خط اليد أو التعرف على الكلام.
يُمكن ترجمة النصوص المكتوبة باليونانية والديفاناغارية والسيريلية والعربية تلقائيًا.

### تكامل المتصفح
تتوفر ترجمة جوجل في بعض متصفحات الويب باعْتِبارها تحميل اختياري (ملحق) يُمكن من خلاله تشغيل محرك الترجمة والسماح بوصول الأوامر بزر الماوس الأيمن إلى خدمة الترجمة. في فبراير 2010 تمَّ دمج خدمة الترجمة من جوجل في جوجل كروم افتراضيًا للترجمة التلقائيَّة لصفحات الويب.

### تطبيق الهاتف المحمول
يدعم تطبيق ترجمة جوجل لنظامي أندرويد وآي أو إس 109 لغة،  ويمكنه اقتراح ترجمات لـ 37 لغة عبر الصورة، وترجمات لـ 32 لغة عبر الصوت في «وضع المحادثة»، وترجمات 27 لغة عبر صور الفيديو الحية في «وضع الواقع المعزز». ويقبل التطبيق الترجمة بالإدخال الصوتي في 15 لغة ونطق الترجمات في 23 لغة مختلفة. وهو متاح للأجهزة التي تعمل بنظام أندرويد 2.1 والإصدارات الأحدث ويُمكن تنزيله من خِلال البحث عن «ترجمة جوجل» في جوجل بلاي.
أصدرت جوجل تطبيق أندرويد في يناير 2010، وأصدرت تطبيق الويب إتش تي إم إل 5 لمستخدمي نظام آي أو إس في أغسطس 2008،  وفي 8 فبراير 2011 أصدرت تطبيق لنظام آي أو إس.
أطلق إصدار أندرويد في يناير 2011 «وضع المحادثة التجريبي» يسمح للمستخدمين بالتواصل بسلاسة معَ الأشخاص بلغات أخرى. وتدعم حالياً 14 لغة.
تتيح وظيفة «إدخال الكاميرا» للمستخدمين التقاط صورة لمستند أو لوحة إعلانية ليتعرف التطبيق على النص من الصورة بِاستخدام تقنية التعرف الضوئي على الحروف (OCR) ويُقدِّم الترجمة، وهي متاحة في عدد من اللغات.
في يناير 2015 اكتسبت التطبيقات القدرة على اقتراح ترجمات للعلامات المادية في الوقت الفعلي بِاستخدام كاميرا الجهاز، كنتيجة لاقتناء جوجل لتطبيق وورد لنس (بالإنجليزية: Word Lens)‏. وكان الإصدار الأصليّ يدعم سبع لغات فقط، وفي تحديث يوليو يدعم التطبيق عشرين لغة جديدة، ويُستخدمُ الشبكات العصبية التفافية. لاحقاً أُعِيدَ تسمية الميزة إلى «الكَأميرا الفورية» حيثُ تجمع التقنيَّة الأساسيَّة لها معالجة الصور والتعرف البصري على الأحرف، وتقديم الترجمة.
في 11 مايو 2016 قدمت جوجل ميزة «أنقر للترجمة» لنظام أندرويد، لتقديم الترجمات داخل التطبيقات الأخرى.

### واجهة برمجة التطبيقات
أعلنت جوجل في 26 مايو 2011 أنَّها ستوقف واجهة برمجة التطبيقات لترجمة جوجل،  وقالت أنَ السبب وراء ذلك هو إساءة استخدام الخدمة، وحددت تاريخ إيقافها في 1 ديسمبر 2011،  واستجابة للضغط العام أعلنت جوجل في يونيو 2011 أنَ الخدمة ستظل متاحة ولكنَّ كخدمة مدفوعة. وشكك المطورين في جدوى استخدام الخدمة في منتجات جوجل.

### مساعد جوجل
يوفر ترجمة جوجل أيضًا ترجمات لمساعد جوجل والأجهزة التي يعمل عليها مساعد جوجل مثل «جوجل هوم» و«بيكسل بدز».

## اللغات المُعْتَمَدة
اللغات التالية مدعومة من ترجمة جوجل اعتبارًا من عام 2021.
1. اللغة الأفريقانية
2. اللغة الألبانية
3. اللغة الأمهرية
4. اللغة العربية
5. اللغة الأرمنية
6. اللغة الأذرية
7. لغة بشكنشية
8. اللغة البيلاروسية
9. اللغة البنغالية
10. اللغة البوسنوية
11. اللغة البلغارية
12. اللغة البورمية
13. اللغة الكتالونية
14. اللغة السيبوانية
15. لغة الشيشيوا
16. اللغة الصينية (حروف صينية مبسطة)
17. اللغة الصينية (حروف صينية تقليدية)
18. اللغة الكورسيكية
19. اللغة الكرواتية
20. اللغة التشيكية
21. اللغة الدنماركية
22. اللغة الهولندية
23. اللغة الإنجليزية
24. إسبرانتو
25. اللغة الإستونية
26. اللغة الفلبينية (اللغة التاغالوغية)
27. اللغة الفنلندية
28. اللغة الفرنسية
29. اللغة الغاليسية
30. اللغة الجورجية
31. اللغة الألمانية
32. اللغة اليونانية
33. اللغة الكجراتية
34. اللغة الكريولية الهايتية
35. اللغة الهوسية
36. اللغة الهاوائية
37. اللغة العبرية
38. اللغة الهندية
39. لغة الهمونغ [الإنجليزية]
40. اللغة المجرية
41. اللغة الآيسلندية
42. لغة الإغبو
43. اللغة الإندونيسية
44. اللغة الأيرلندية
45. اللغة الإيطالية
46. اللغة اليابانية
47. اللغة الجاوية
48. اللغة الكنادية
49. اللغة القازاقية
50. اللغة الخميرية
51. لغة كينيارواندا
52. اللغة الكورية
53. اللغة الكردية (الكرمانجية)
54. اللغة القيرغيزية
55. لغة لاو
56. اللغة اللاتينية
57. اللغة اللاتفية
58. اللغة الليتوانية
59. اللغة اللوكسمبورغية
60. اللغة المقدونية
61. اللغة الملغاشية
62. لغة ملايو
63. اللغة الماليالامية
64. اللغة المالطية
65. اللغة الماورية
66. اللغة المراثية
67. اللغة المنغولية
68. اللغة النيبالية
69. اللغة النرويجية (بوكمول)
70. لغة الأوريا
71. اللغة البشتوية
72. اللغة الفارسية
73. اللغة البولندية
74. اللغة البرتغالية
75. اللغة البنجابية (جورموخي)
76. اللغة الرومانية
77. اللغة الروسية
78. اللغة الساموية
79. اللغة الغيلية الاسكتلندية
80. اللغة الصربية
81. لغة الشونا
82. اللغة السندية
83. اللغة السنهالية
84. اللغة السلوفاكية
85. اللغة السلوفينية
86. اللغة الصومالية
87. اللغة السوتية
88. اللغة الإسبانية
89. اللغة السوندية
90. اللغة السواحلية
91. اللغة السويدية
92. اللغة الطاجيكية
93. اللغة التاميلية
94. اللغة التترية
95. اللغة التيلوغوية
96. لغة تايلندية
97. اللغة التركية
98. اللغة التركمانية
99. اللغة الأوكرانية
100. اللغة الأردية
101. اللغة الأويغورية
102. اللغة الأوزبكية
103. اللغة الفيتنامية
104. اللغة الويلزية
105. اللغة الفريزية الغربية
106. اللغة الكوسية
107. اللغة اليديشية
108. لغة يوربا
109. اللغة الزولوية

### تاريخ

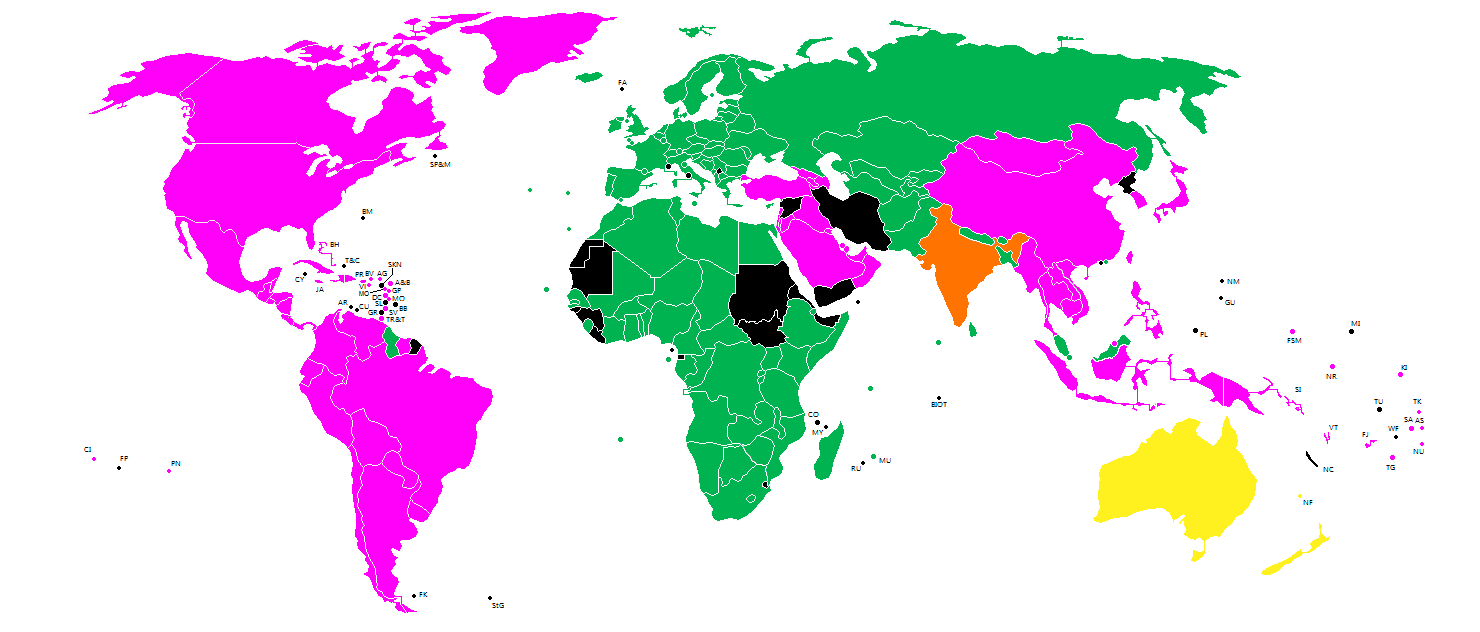
انتشار ترجمة جوجل: الأسود غير متوفرة.

- المرحلة الأولى: الإنجليزيَّة والألمانية والفرنسيَّة والإسبانية.
- المرحلة الثانية: البرتغاليَّة والهولندية
- المرحلة الثالثة: الفليبينية (ادخال تجريبي)
- المرحلة الرابعة: الصينيَّة البسيطة واليابانية والكورية.
- المرحلة الخامسة: اللغة العربيَّة في أبريل 2006
- المرحلة السادسة: الروسيَّة في ديسمبر 2006
- المرحلة السابعة: الصينيَّة التقليديّة واللغة الهنديَّة في فيفري 2007
- المرحلة الثامنة: البُلغاريَّة والكرواتية والدنماركية والتشيكية والفنلندية واليونانيّة والنرويجية والبولندية والسويدية والرومانيّة في مايو 2008
- المرحلة التاسعة: اللغة الكتلونية والعبريّة والفليبينية والاندنيسية واللتوانية واللاتفية والصربيَّة والسلوفاكية والأكرانية والسلوفينية والفيتنامية وذلك في 25 سبتمبر 2008
- المرحلة العاشرة: الألبانية والغالية والاستونية والمجريَّة والمالطية والتايلندية والتُركيَّة وذلك في 30 يناير 2009
- المرحلة الحادية عشر: اللغة الفارسيَّة في 19 يونيو 2009
- المرحلة الثانيَّة عشر: الأفريقانية والايسلندية والبلاروسية والايرلندية والمقدونية والماليزية والسواحلية والويلزية واليديشية في 24 أغسطس 2009
- المرحلة الرابعة عشر: اللغة الهايتية في يناير 2010
- المرحلة الخامسة عشر: الباسكية والأذريَّة والأرمينية والأردية والجورجية في 13 مايو 2010
- المرحلة السادسة عشر: اللغة اللاتينيَّة في سبتمبر 2010
- المرحلة السابعة عشر: أدخلت بعض لغات الاقاليم الهنديَّة وهي التاميلية والغوجاراتية والتيلوغو والبنغالية والكانادية في يونيو 2011
- المرحلة الثامنة عشر: الاسبيرانتو في فبراير 2012
- المرحلة التاسعة عشر: سبتمبر 2012 اللاوسية
- المرحلة العشرون: اللغة الكمبودية في أبريل 2013
- المرحلة الواحد والعشرون: اللغة البوسنية واللغة السيبوانية والجاويَّة والهامونغ (لغة آسيوية) والماراتية في مايو 2013
- المرحلة الثانيَّة والعشرون: في ديسمبر 2013 تكريمًا لنلسون مانديلا بعدَ وفاته أدرجت غووغل بعض اللغات الأفريقيَّة وهي الهوساوية والزولو والاغبو والصومالية واليويوبا والماورية إلى جانب اللغة البنجابية والمنغولية والنيبالية.
- المرحلة الثالثة والعشرون: في ديسمبر 2014 تمَّ إضافة عشر لغات جديدة تستهدف 200 مليون شخص هي الميانمارية والسنهالية والساندينيزية والشيشيوا الموجُودة في زمبيا والكازخستانية إلى جانب المالايالامية والسيزوتو لغة الليزوتو والطاجيكية والأوزبكية والملاغاشية المحكية في مدغشقر.
- المرحلة الرابعة والعشرون: اللغة الكردية (الكرمانجيه والسورانيه) 2015

### اللغات قيد التطوير
لم يتم دعم هذه اللغات في خدمة ترجمة جوجل حتَّى الآن ولكنَّها متوفرة في مجتمع الترجمة.
1. اللغة العفارية
2. اللغة الأراغونية
3. اللغة الآسامية
4. لغات أمازيغية
5. اللغة البوجبورية
6. اللغة البودووية
7. اللغة البريتانية
8. صينية يؤ
9. اللغة الشيشانية
10. شيروكي (لغة)
11. تشهاتيسجارية
12. التشيتاغنغية
13. اللغة السواحلية
14. الدهولوية  [لغات أخرى]‏
15. اللغة الدوغرية
16. اللغة الديولية
17. لغة دزونكا
18. لغة ايدو
19. لغة افيك [الإنجليزية]
20. لغة ايسان [الإنجليزية]
21. الفون
22. Garhwali
23. اللغة الغوارانية
24. الهريانية  [لغات أخرى]‏
25. اللغة الإنكتيتوتية
26. لغة كامبا [الإنجليزية]
27. لغة كابامبانجان
28. اللغة الكشميرية
29. لغة كيكويو
30. اللغة الكردية (سورانية كردية)
31. لينغالا
32. لغة تشيلوبا
33. Luba-Katanga
34. لغة ماجادهي
35. لغة ديفهي
36. اللغة المراثية (Varhadi-Nagpuri)
37. مارواري
38. لغة ميتية (لغة المانيبوري)
39. لغة مينانغكاباو
40. اللغة المونتنغرية
41. لغة موسي
42. نيجيري بدجين [الإنجليزية]
43. اللغة السامي الشمالية
44. اللغة السوثو الشمالية
45. اللغة الأكستانية
46. لغة الأورومو
47. اللغة الرومانشية
48. اللغة السادرية
49. اللهجة الساموغية
50. اللغة السنتالية
51. Serrano
52. اللغة الصقلية
53. اللغة النديبلي الجنوبية
54. اللغة السورجابورية
55. اللغة التبتية
56. تغرينية (لغة)
57. لغة تونغا (زامبيا وزيمبابوي) [الإنجليزية]
58. لغة تسونجا
59. لغة تسوا [الإنجليزية]
60. اللغة التسوانية
61. ولوفية (لغة)
62. اللغة الفيندية

## قاموس جوجل
وإضافة إلى خدمة ترجمة الصفحات تُقدِّم جوجل ميزة القاموس، التي يُمكن من خلالها ترجمة كلمة من العربيَّة إلى الإنجليزيَّة وبالعكس، بِالإضافة إلى أكثر من 70 لغة أخرى.
يقدم القاموس ترجمة عربية للكلمة الإنجليزيَّة كإسم وكفعل ويُضيف عبارات ذات صلة كما يبين ما إذا كانت الكلمة الإنجليزيَّة المدخلة تستخدم في لغات أُخرى بنفس الكتابة، ويُضيف القاموس ما يسميه تعريفات الويب، فتعرف الكلمة الإنجليزيَّة بالإنجليزيّة حسب ما يرد في مواقع إنترنت أخرى. كما يقدم القاموس خدمة نطق بالكلمات

### قاموس جوجل للهواتف المحمولة
يُعدُّ تطبيق قاموس جوجل من أهم التطبيقات التي تفيد المستخدمين في كافة انحاء العالم للأستفادة من خدمات الترجمة التي تقدمها شركة جوجل، حيثُ طرحت شركة جوجل تطبيقها الخاص بالترجمة في متجر تطبيقات أندرويد وآي أو إس وإضافة ميزة الترجمة بدون الحاجة للاتصال بالإنترنت وهي خدمة مجانية 100% من شركة جوجل.

## منهجية الترجمة
تعتمد ترجمة جوجل على أسلوب يسمى بالترجمة الآلية الإحصائية، حيثُ يقوم بالبحث في عدد هائل من المُستندات يصل لمئات الملايين وذلك لتحديد أفضل ترجمة للنص المطلوب. وتقومُ ترجمة جوجل بتخمينات ذكية لتحديد الترجمة المناسبة. وللحصول على هذه الكمية الضخمة من البيانات اللغوية فجوجل تستخدم عدد كبير من النصوص الثنائيّة اللغة الموجُودة على الإنترنت مثل وثائق الأمم المتَّحدة التي تتوفر في ست لغات بشكلٍ متوازٍ، بما فيها اللغتين العربيَّة والإنكليزية.
وبما أنَ الترجمات تقوم بها آلة فهي لن تكون بمستوى ممتاز. وكلما توفر عدد أكبر من المُستندات والوثائق المترجمة على الإنترنت من طرف مترجمين وَالتي يُمكن لجوجل ترجمة تحليلها في لغة معينة، فستكون الترجمة أحسن. ولهذا يُلاحظ اختلاف دقة الترجمة من لغة إلى أخرى.
كما أنَ اعتماد هذه الترجمة على منهج الإحصاء وأخذها الكثير من الاعتبارت قبل إيجاد الترجمة المُناسبة فهي في بعض الأحيان قد تنتج ترجمة مضللة أو خاطئة وقد تغيُّر معنى النص بأكمله، ولعل من بين الأمثلة على ذلك هو ما حدثُ خِلال الانتخابات الرئاسية المصرية في يونيو/ حزيران عام 2012 التي فاز بها محمد مرسي. فقد لاحظ بعض المستخدمين أنك إذا أدخلت الجملة الإنكليزيَّة التالية آنذاك في ترجمة غوغل "I will respect Egypt’s future president" (سوف أحترم الرئيس المصري القادم) تكون نتيجةً ترجمة غوغل لها إلى العربيَّة «سوف احترم حسني مبارك»، وتمَّ تصحيح الخطأ فيمَا بعد.
وأعلنت جوجل حينها أنَ هذه الترجمة المضللة راجعة إلى خوارزميّة برنامج الترجمة التي تعمد على نماذج وتكرارات في مئات الملايين من المُستندات لِلمُساعدة على تحديد أفضل ترجمة ممكنة، وعند البحث عن عبارة «الرئيس المصري» فهي تكون غالبًا مقترنة ومرادفة لعبارة «حسني مبارك» حينها ممَّا يجعل جوجل يظهر هذه الترجمة المضللة.

### مجتمع ترجمة جوجل
تمتلك جوجل ميزات التعهيد الجماعي للمتطوعين ليكونوا جزءًا من «مجتمع الترجمة»، لِلمُساعدة في تحسين دقة الترجمة،  وفي أغسطس 2016 أطلق تطبيق مشاريع جوجل الجماعية لمستخدمي أندرويد، يهدف لتحسين جودة الترجمة. ويُوجد فيهِ ثلاث طرق للمساهمة: الطريقة الأولى أنَ تعرَّض جوجل عبارة لترجمتها، والطريقة الثانيَّة أنَ تعرَّض جوجل ترجمة مقترحة للمستخدم للموافقة عليها أو عدم المُوافقة عليها، والطريقة الثالثة: اقتراح ترجمات لعبارات يُمكن أنَ تحسن نتائج جوجل.
تُظهر الاختبارات في 44 لغة أنَ ميزة «اقتراح تعديل» أدَّت إلى تحسين بحد أقصى 40٪ من الحالات على مدار أربع سنوات، بينما يُظهر التحليل الشامل أنَ إجراءات جوجل الجماعيَّة غالبًا ما تقفل الترجمات الخاطئة.

### الترجمة الآلية الإحصائيَّة
لا تزال بعض اللغات تستخدم طريقة الترجمة التقليديّة التي تُسمى الترجمة الآلية الإحصائية، ولم تنتقل إلى «الترجمة الآلية العصبية» وتَستخدم الترجمة الآلية الإحصائيَّة الخوارزميات التنبؤية لتخمين طرق ترجمة النصوص باللغات الأجنبية، وتهدف إلى ترجمة عبارات كاملة بدلاً من كلمات فردية، ثمَّ تجميع العبّارات المُتداخلة للترجمة. وتحلّل نصوصًا ثنائية اللغة لإنشاء نموذج إحصائي يترجم النصوص من لغة إلى أخرى.

### الترجمة الآلية العصبية
في سبتمبر 2016، أعلن فريق بحثي في جوجل بِقيادة مهندس البرمجيات هارولد جيلكريست عن تطوير نظام الترجمة الآلية العصبية من جوجل (GNMT) لزيادة طلاقة ودقة الترجمة، وفي نوفمبر أعلنت جوجل أنَ خدمة الترجمة ستتحول إلى الترجمة الآلية العصبية.
يستخدم «نظام الترجمة الآلية العصبية» شبكة عصبية اصطناعية كبيرة من طرف إلى طرف تحاول التعلم العميق،
تعمل الترجمة الآلية العصبية على تحسين جودة الترجمة عبر تقانة التركيب السطحي في بعض الحالات، لأنَّها تستخدم طريقة «الترجمة الآلية القائمة على الأمثلة» (EBMT) التي «يتعلم فيها النظام من ملايين الأمثلة»، ووفقًا لباحثي جوجل فإنَّ الخدمة تترجم «جمل كاملة في وقتٍ واحد، بدلاً من مجرد قطعة قطعة، وتَستخدم هذا السياق الأوسع لِمُساعدتها في اكتشاف الترجمة الأكثر صلة، وتُعيدُ ترتيبها بعدَ ذلك وتعديلها.»، ويتمّ حالياً استخدام الترجمة الآلية العصبية على أكثر من مئة لغة مدعومة في ترجمة جوجل، وتقول جوجل بأنَّ «النظام يتعلم بمرور الوقت لإنشاء ترجمات أفضل وأكثر طبيعية»، وتُحاول «شبكة الترجمة الآلية العصبية» الترجمة الآلية بين اللغات،  ويُستخدمُ النظام «القواسم المُشتركة بين العديد من اللغات».
فُعّلت «الترجمة الآلية العصبية» لأول مرَّة لثماني لغات: الإنجليزيَّة والصينية والفرنسيَّة والألمانية واليابانية والكورية والبرتغالية والإسبانيَّة والتركية. وفي مارس 2017 فُعِّلَت للغات الهنديَّة والروسية والفيتنامية، وفي أبريل تلتها البنغاليّة والجيوجاراتية والإندونيسية والكانادا والمالايالامية والماراثية والبنجابية والتاميلية والتيلجو.

## جودة الترجمة
تشير الدراسات إلى أن ترجمة جوجل ليست موثوقة مثل الترجمة البشرية. عندما يكون النص منظمًا جيدًا، ومكتوبًا باستخدام لغة رسمية، وبجمل بسيطة، ومتعلق بمواضيع رسمية حيث تتوفر البيانات التدريبية بشكل كافٍ، غالبًا ما تنتج ترجمات مماثلة للترجمات البشرية بين الإنجليزية وعدد من اللغات التي تتمتع بموارد غنية. تنخفض الدقة بالنسبة لتلك اللغات عندما تقل الظروف المذكورة، مثل زيادة طول الجملة أو استخدام اللغة المألوفة أو الأدبية في النص.
عند استخدام ترجمة جوجل كقاموس لترجمة كلمات منفردة، فإنها غالبًا ما تكون غير دقيقة نظرًا لأنها تضطر إلى التخمين بين الكلمات ذات المعاني المتعددة. تُخمن ترجمة جوجل بطريقة إحصائية تزيد من احتمالية إنتاج المعنى الأكثر شيوعًا للكلمة، مما يؤدي إلى عدم توفر الترجمة الصحيحة في الحالات التي لا تتناسب مع تواتر الأغلبية اللغوية. لم يقاس دقة التنبؤ بكلمة منفردة لأي لغة. نظرًا لأن معظم أزواج اللغات غير الإنجليزية تمر عبر الإنجليزية تقريبًا، يمكن تقدير فرص الحصول على ترجمات غير دقيقة لكلمة منفردة من لغة غير إنجليزية إلى لغة أخرى بضرب عدد المعاني في اللغة المصدر بعدد المعاني التي تمتلكها تلك المصطلحات في الإنجليزية. عندما لا تحتوي ترجمة جوجل على كلمة في قواعد البيانات الخاصة بها، فإنها تقوم بابتكار نتيجة كجزء من خوارزميتها.
يمكن توضيح عدم دقة ترجمة جوجل من خلال الترجمة من لغة إلى أخرى ثم الرجوع إلى اللغة الأصلية، سيؤدي هذا غالبًا إلى إنشاء نصوص غير منطقية ، بدلاً من استعادة النص الأصلي.

## المُحددات
تحد الخدمة من عدد الفقرات ونطاق المُصطلحات الفنية التي يُمكن ترجمتها، ويُمكن أنَ تساعد القارئ على فهم المحتوى العام لنص بلغة أجنبية، لكنّها لا تُقدِّم دائمًا ترجمات دقيقة، وفي مُعظم الأحيان تميل إلى التكرار الحرفي لنفس الكلمة التي يُتوقع ترجمتها نحويًا،
تختلف دقة ترجمة جوجل اختلافًا كبيرًا بين اللغات، نظرًا للاختلافات بين اللغات في البحث ومدى الموارد الرقمية،  حيثُ تنتج بعض اللغات نتائج أفضل من غيرها، فيمَا تنتج ترجمات ضعيفة لمُعظم لغات إفريقيا وآسيا والمحيط الهادئ، مقارنة بعشرات اللغات الأوروبيَّة الممولة جيدًا. ويعودَ سبب جودة الترجمات الأوروبيَّة إلى وثائق البرلمان الأوروبي التي ترجمت إلى 21 لغة، وأشارَ تحليل أُجري في 2010 إلى أنَ الترجمة من الفرنسيَّة إلى الإنجليزيَّة دقيقة نسبيًا، وأظهرت تحليلات عاميّ 2011 و2012 أنَ الترجمة من الإيطاليَّة إلى الإنجليزيَّة دقيقة نسبيًا أيضًا. ومع ذلك كلما كانَ النص المراد ترجمته قصيراً، كلما كانت الترجمات الآلية أفضل.
تكافح خدمة الترجمة من جوجل معَ المعاني المُتعدِّدة التي قد تحتويها الكلمة، والتعبيرات المُتعدِّدة الكلمات،  فقد يكون لكلمة في لغة أجنبية معنيان مختلفان في اللغة المترجمة، ويُؤدِّي هذا إلى حدوث أخطاء في الترجمة، وتظل الأخطاء النحوية قيدًا رئيسيًا على دقة ترجمة جوجل.

## تراخيص ومكونات مفتوحة المصدر
| اللغة          | وردنت                            | الرخصة                          |
| -------------- | -------------------------------- | ------------------------------- |
| الألبانية      | البانيت                          | المشاع الإبداعي CC-BY 3.0/‏GPL 3 |
| عربي           | وورد نت العربية                  | المشاع الإبداعي CC-BY-SA 3      |
| الكاتالونية    | المُستودع المركزي متعدد اللغات    | المشاع الإبداعي CC-BY-3.0       |
| صينى           | وورد نت الصينية                  | وورد نت                         |
| دانماركي       | دانيت                            | وورد نت                         |
| الإنجليزية     | برينستون ووردنت                  | وورد نت                         |
| الفنلندية      | FinnWordnet                      | وورد نت                         |
| فرنسي          | WOLF (WOrdnet Libre du Français) | CeCILL-C                        |
| الجاليكية      | المُستودع المركزي متعدد اللغات    | المشاع الإبداعي CC-BY-3.0       |
| اللغة العبرية  | وورد نت العبرية                  | وورد نت                         |
| هندي           | IIT Bombay Wordnet               | Indo Wordnet                    |
| الأندونيسية    | وورد نت البهاسا                  | MIT                             |
| إيطالي         | MultiWordnet                     | المشاع الإبداعي CC-BY-3.0       |
| اليابانية      | وورد نت اليابانية                | وورد نت                         |
| الجاوية        | وردنت الجاوية                    | وورد نت                         |
| لغة الملايو    | وورد نت البهاسا                  | MIT                             |
| النرويجية      | وردنيت النرويجية                 | وورد نت                         |
| اللغة الفارسية | وورد نت الفارسية                 | Free to Use                     |
| تلميع          | plWordnet                        | وورد نت                         |
| البرتغالية     | برنامج OpenWN-PT                 | المشاع الإبداعي CC-BY-SA-3.0    |
| الأسبانية      | المُستودع المركزي متعدد اللغات    | المشاع الإبداعي CC-BY-3.0       |
| التايلاندية    | وردنت التايلاندية                | وورد نت                         |

## المُراجعات
بعدَ وقتٍ قصير من إطلاق خدمة الترجمة لأول مرة، فازت جوجل في مسابقة دولية للترجمة الآلية من الإنجليزيَّة إلى العربيَّة والإنجليزيَّة والصينية.

### أخطاء الترجمة والشذوذ
نظرًا لأنَّ ترجمة جوجل تستخدم المطابِقة الإحصائيَّة للترجمة، يُمكن أنَ يتضمن النص المترجم غالبًا أخطاء واضحة وغير منطقية، وبعض الأحيان تُبدل المُصطلحات الشائعة بمصطلحات شائعة مماثلة ولكنَّ غير متكافئة في اللغة الأخرى، أو تنتج عكس معنى الجملة. وقد استخدمت مواقع الويب المُبتكرة مثل «باد ترانسلاتور» و«ترانسلاشن بارتي» الخدمة لإنتاج نصَّ فكاهي من خِلال الترجمة بين لغات متعددة، على غرار ألعاب الأطفال.
إذا حاول التطبيق ترجمة " The Funniest Joke in the World" لمونتي بايثون إلى اللغة الإنجليزية، فإنَّ الخدمة تُرجع الرسالة "[FATAL ERROR]".

## استِخدامُها في المحكمة
في عام 2017، استخدمت ترجمة جوجل أثناء جلسة استماع في المحكمة عندما فشلَ المسؤولون في محكمة Teesside Magistrates في حجز مترجم للمتهم الصيني.

## وصلات خارجية
- الموقع الرسمي

لا توجد روابط لمواقع التواصل الاجتماعي.